# 基斯·瓦斯

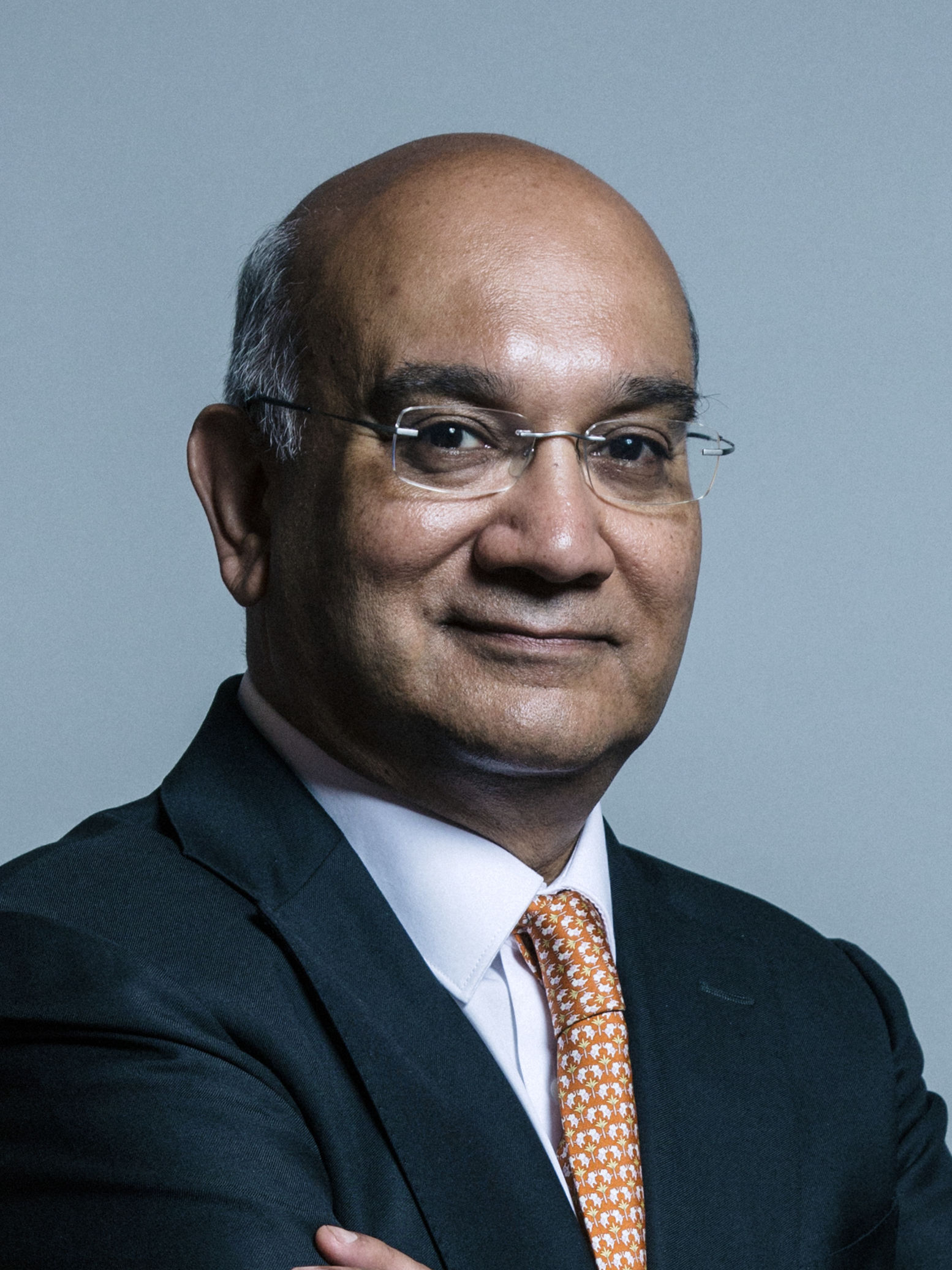

基斯·瓦斯（Keith Vaz，1956年11月26日—）是一位英格蘭政治人物。生於亞丁殖民地，在踏入政壇之前他是一位律師。與姊瓦莱丽·瓦斯同屬工黨的他於1987年至2019年間擔任東萊斯特選區選出的英國下議院議員。